# بریکینگ بد
برِیکینگ بَد (به انگلیسی: Breaking Bad) مجموعه تلویزیونی درام جنایی آمریکایی است که سازنده و تهیه‌کنندهٔ آن وینس گیلیگان است. این مجموعه در شهر البوکرکی در ایالت نیومکزیکوی آمریکا ساخته و تهیه شده است. بریکینگ بد داستان والتر وایت (برایان کرانستون) دانشمند شیمی زحمتکش و بی‌حاشیه‌ای را به تصویر می‌کشد که دبیر دبیرستان است. وایت در ابتدای داستان متوجه می‌شود که مبتلا به سرطان ریه است. او پیش از فرارسیدن مرگش، برای تأمین مالی خانواده‌اش به همراه دانش‌آموز رفوزه پیشین خود، جسی پینکمن (آرون پال) شروع به تولید و پخش مت‌آمفتامین (شیشه) می‌کند اما به مرور زمان به این کار آلوده شده و تبدیل به سرکردهٔ یکی از بزرگ‌ترین گروه‌های مافیای مواد مخدر در جنوب ایالات متحده می‌شود.
در ۲۰ ژانویه ۲۰۰۸، نخستین قسمت مجموعه و در ۲۹ سپتامبر ۲۰۱۳ قسمت آخر آن از طریق شبکه کابلی ای‌ام‌سی در آمریکا و کانادا پخش شد. در ۱۴ اوت ۲۰۱۱ ای‌ام‌سی اعلام نمود که این سریال برای فصل پنجم و پایانی در ۱۶ قسمت تمدید شده است. فصل آخر این مجموعه به دو بخش ۸ قسمتی تقسیم شد که در دو سال پخش می‌شود. بخش اول فصل آخر در ۱۵ ژوئیهٔ ۲۰۱۲ آغاز شد و در ۲ سپتامبر ۲۰۱۲ پایان یافت و بخش دوم آن نیز در تابستان ۲۰۱۳ پخش شد.
بریکینگ بد با تحسین گسترده منتقدان و مخاطبان مواجه شد. این مجموعه توانست شانزده جایزه امی ساعات پربیننده از مجموع سی نامزدی را به دست بیاورد. از جمله این جوایز می‌توان به دو جایزه امی بهترین سریال درام، یک جایزه امی بهترین نویسندگی، یک جایزه امی بهترین کارگردانی، چهار جایزه امی بهترین بازیگر نقش اول مرد درام برای کرانستون، سه جایزه امی بهترین بازیگر نقش مکمل مرد درام برای پال و دو جایزه امی بهترین بازیگر نقش مکمل زن درام برای آنا گان در نقش اسکایلر وایت اشاره کرد. این سریال در جایزه گلدن گلوب توانسته دو بار نامزد بهترین سریال درام و چهار بار نامزدی بهترین بازیگر نقش اول مرد درام برای کرانستون هر کدام با یک برد شود. همچنین آرون پال یا همان جسی پینکمن، یک بار نامزد بهترین بازیگر نقش مکمل مرد شده است. بازیگران این سریال در جایزه انجمن بازیگران فیلم نیز حضور موفقی داشتند. در این جوایز کرانستون توانسته از پنج نامزدی بهترین بازیگر نقش اول مرد درام صاحب دو جایزه شود، و مجموعه بازیگران نیز توانستند جایزه بهترین مجموع بازیگران سریال درام را تصاحب کنند.
در سال ۲۰۱۳، رکوردهای جهانی گینس رکورد «تحسین برانگیزترین سریال تلویزیونی تاریخ جهان» را به خاطر دریافت ۹۹ درصدی رأی مثبت منتقدان به نام بریکینگ بد ثبت کرد. در سال ۲۰۱۵ مجموعهٔ تلویزیونی بهتره با ساول تماس بگیری از شبکهٔ ای‌ام‌سی پخش شد که سال‌های قبل از شروع به کار شدن والتر وایت و جسی پینکمن را نمایش می‌دهد. فیلم دنباله‌ای ال کامینو: فیلم بریکینگ بد با بازی آرون پال در سال ۲۰۱۹ منتشر شد.

## تولید

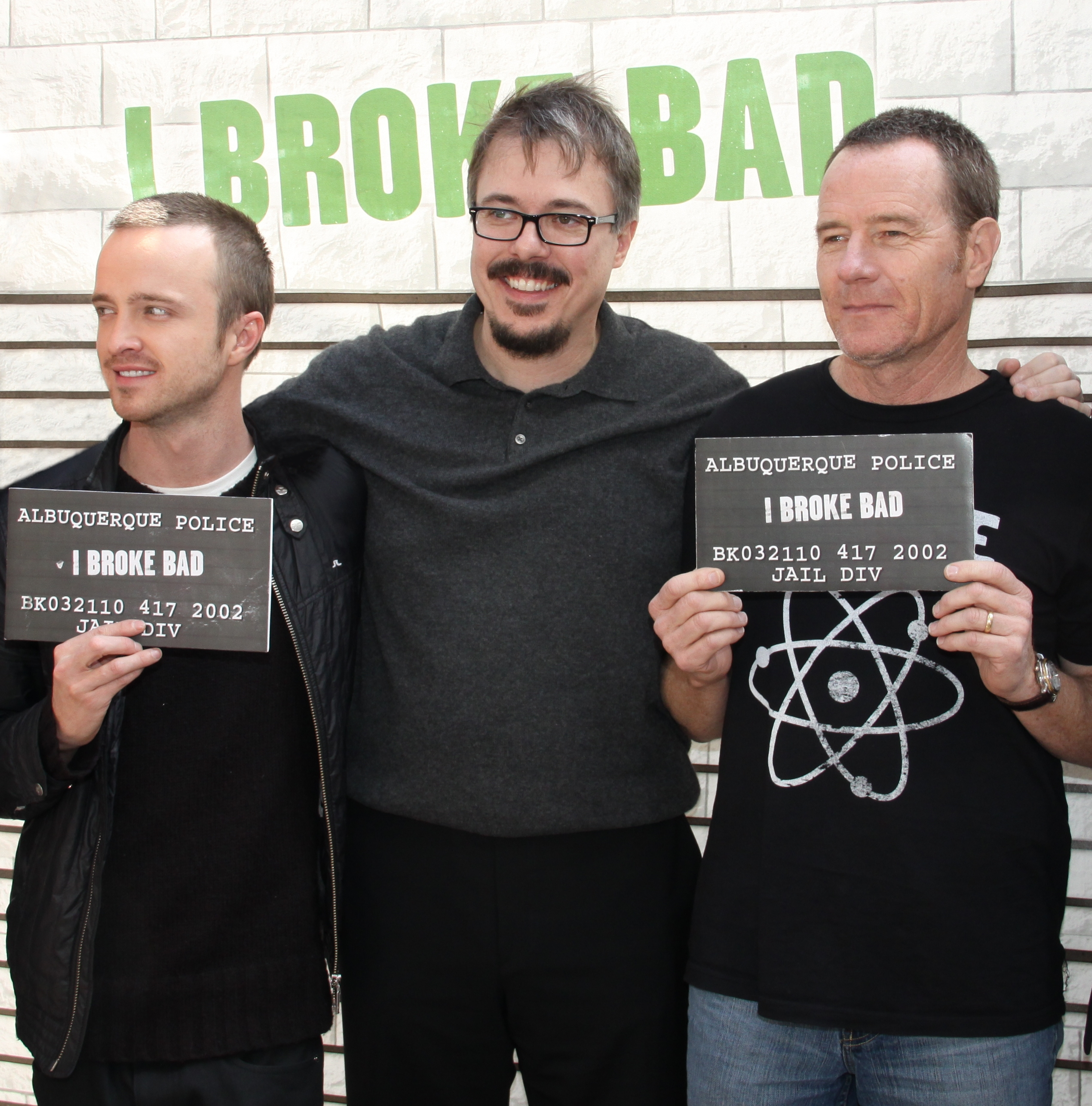
از راست به چپ: برایان کرانستون، وینس گیلیگان، آرون پال

### طرح ابتدایی
بریکینگ بد اثری از وینس گیلیگان است که سال‌ها نویسنده مجموعه پرونده‌های اکس پخش شده از شبکه فاکس بوده است. گیلیگان می‌خواست مجموعه‌ای بسازد که شخصیت اصلی آن از فردی خوب به نقشی منفی تبدیل شود. «تلویزیون به صورت خودخواسته‌ای شخصیت‌های مثبت را در حالتی از سکون نگه داشته که این موضوع می‌تواند برای سال‌ها و حتی دهه‌ها ادامه پیدا کند». او گفت: «وقتی متوجه این موضوع شدم گام منطقی بعدی این بود که فکر کنم چگونه می‌توان تغییری اساسی در این موضوع داد.» او همچنین افزود که هدفش برای شخصیت والتر وایت این است که او را از آقای چیپس به صورت زخمی تبدیل کند. او می‌گوید آنقدر شخصیت والتر وایت تیره و از لحاظ اخلاقی پرسش برانگیز است که نوشتن در مورد او سخت می‌باشد. «وقتی این مجموعه تمام شود، دلم برایش تنگ می‌شود. اما خوبی‌اش این است که دیگر لازم نیست به فکر وایت باشم.» در حالی که مجموعه در حال تکمیل است، گیلیگان و دیگر نویسنده‌ها شخصیت والتر را به گونه‌ای ساخته‌اند که نمی‌توان با او همدردی نمود. گیلیگان می‌گوید: «والتر از شخصیتی خوب به شخصیتی بسیار منفی تبدیل می‌شود. ما می‌خواهیم که مردم از خود بپرسند که چه کسی آنها را به آن سمت کشاند و چرا؟» کرانستون در زمان فصل چهارم گفت که: «به نظر من والت این را فهمیده که بهتر است گرگ باشد تا گوسفند. او در راهی است که باید سرسخت باشد.» گیلیگان واژه بریکینگ بد را «برپایی جهنم» معنا می‌کند.
در حالی که مجموعه در حال ارائه به شبکه بود، مجوعه‌ای با نام علف (به انگلیسی: Weeds) منتشر شد که به دلیل برخی شباهت‌های داستانی با بریکینگ بد موجب دلسردی گیلیگان شد. در ادامه تهیه داستان او دریافت که داستان مجموعه‌اش آنقدر با آن مجموعه متفاوت هست که بتواند موفق باشد. وی بعدها ادعا کرد اگر از وجود مجموعه علف اطلاع می‌داشت این مجموعه را آغاز نمی‌کرد.

### رشد مجموعه
شبکه در ابتدا دستور ساخت ۹ قسمت برای فصل اول را داد. اما به دلیل اعتصاب نویسندگان آمریکایی در سال ۲۰۰۷–۲۰۰۸ تعداد قسمت‌های مجموعه در فصل اول به هفت کاهش پیدا کرد. مجموعه در البوکرکی تهیه و ساخته شده و با دوربین ۳۵ م‌م فیلم‌برداری شده است.
بر اساس گزارش‌ها تهیه بریکینگ بد در حدود ۳ میلیون دلار هزینه برای هر قسمت داشت که بالاتر از میانگین برنامه‌های شبکه‌های کابلی می‌باشد.
وینس گیلیگان اعلام نموده که قصد دارد بریکینگ بد را در پنج فصل به پایان برساند. در اوایل اوت ۲۰۱۱، مذاکراتی برای ساخت فصل پنجم و پایانی بریکینگ بد میان شبکه ای‌ام‌سی و سونی پیکچرز تلویژن شرکت تهیه‌کننده مجموعه انجام شد. ای‌ام‌سی پیشنهاد داد که برای کاهش هزینه‌ها فصل پنجم کوتاه باشد. (بین شش تا هشت قسمت) به همین دلیل سونی به دیگر شبکه‌های کابلی نزدیک شد تا در صورتی که بین آن‌ها و ای‌ام‌سی توافقی صورت نگرفت مجموعه را به شبکه دیگری واگذار کند. در ۱۴ اوت ۲۰۱۱، توافقی مبنی بر پخش فصل پنجم و پایانی در ۱۶ قسمت صورت گرفت.

### انتخاب بازیگران
دلیلی اینکه گیلیگان برایان کرانستون را برای بازی در نقش والتر وایت انتخاب نمود، همکاری او در یک قسمت از فصل ششم مجموعه علمی تخیلی پرونده‌های اکس بود. کرانستون در آن قسمت در نقش یک مرد ضدیهودی دارای بیماری لاعلاج ظاهر شد که نقش اول مجموعه، فاکس مولدر را به گروگان گرفته بود. گیلیگان می‌گوید این شخصیت می‌بایست هم نفرت‌انگیز و هم قابل ترحم باشد و برایان تنها بازیگری بود که می‌توانست این نقش را بازی کند. مدیران شبکه ای‌ام‌سی ابتدا در مورد این انتخاب دچار تردید بودند. گیلیگان در ابتدا قصد داشت تا شخصیت آرون پال در نقش جسی پینکمن در انتهای فصل اول کشته شود. در حقیقت گیلیگان می‌خواست تا جسی در صحنه معامله مواد مخدر کشته شود و عذاب وجدان آن برای والتر باقی بماند. اما با این حال آن گونه که می‌گوید با دیدن قسمت دوم آن فصل تحت تأثیر بازی پال قرار گرفت و برایش مشخص شد که کشتن جسی در مجموعه اشتباه بزرگی است.

## بازیگران و شخصیت‌ها
| بازیگر                | نقش                      | توضیحات                                                                  |
| --------------------- | ------------------------ | ------------------------------------------------------------------------ |
| برایان کرانستون       | والتر وایت               | معلم شیمی که در روز تولد پنجاه سالگی اش متوجه می‌شود که سرطان ریه دارد... |
| آرون پال              | جسی پینکمن               | خرده فروش مواد مخدر که در دوران دبیرستان شاگرد والتر وایت بوده است       |
| آنا گان               | اسکایلر وایت             | همسر والتر وایت، حسابدار                                                 |
| دین نوریس             | هنک شریدر                | باجناغ والتر وایت، افسر پلیس مواد مخدر البوکرکی                          |
| بتسی براندت           | ماری شریدر               | همسر هنک، خواهر اسکایلر                                                  |
| آرجی میته             | والتر وایت جونیور        | فرزند والتر و اسکایلر، دچار فلج مغزی                                     |
| باب ادنکیرک           | جیمی مک‌گیل یا ساول گودمن | وکیلی که وکالت مجرمان را بر عهده می‌گیرد                                  |
| جیانکارلو اسپوزیتو    | گاس فرینگ                | تاجر، صاحب چندین رستوران زنجیره ای، و پخش کننده مواد مخدر                |
| جاناتان بنکس          | مایک ارمنتراوت           | افسر سابق پلیس و دست راست گاس فرینگ                                      |
| استیون مایکل کوئیزادا | استیون گومز              | افسر پلیس مواد مخدر، همکار هنک شریدر                                     |
| لورا فریزر            | لیدیا رودارت             | مدیر اجرایی یک شرکت در هیوستون                                           |
| جسی پلمونس            | تاد آلکیست               | مجرم سابقه دار، همکار والتر وایت                                         |
| چارلز بیکر            | پیت استخونی              | دوست جسی، معتاد، خرده فروش مواد مخدر                                     |
| کریستوفر کازینز       | تد بنکی                  | مدیر شرکت اسکایلر                                                        |
| مت ال جونز            | بجر                      | دوست جسی، خرده فروش                                                      |
| لاول کرافورد          | هیول بابینو              | بادیگارد و رفیق ساول گودمن (جیمی مک‌گیل)                                  |
| مارک مارگولیس         | هکتور سالامانکا          | رئیس سابق کارتل‌های مواد مخدر، معلول جسمی، لال                            |
| لوئیس مونکادا         | مارکو سالامانکا          | برادر دوقلوی لئون، برادرزاده تیو سالامانکا                               |
| دنیل مونکادا          | لئونل سالامانکا          | برادر دوقلوی مارکو، برادرزاده تیو سالامانکا                              |
| کریستن ریتر           | جین مارگولیس             | همسایه جسی پینکمن                                                        |
| مایکل شیموس وایلز     | جورج مرکت                | رئیس اداره مواد مخدر                                                     |
| کارمن سرانو           | کارمن مولینا             | مدیر دبیرستان والتر وایت                                                 |
| دیوید کاستابیل        | گیل بوتیچر               | دوست گاس فرینگ، دستیار والتر در تولید مواد مخدر                          |
| مایکل بوون            | عمو جک                   | عموی تاد و خلافکار حرفه‌ای                                                |
| ریموند کروز           | توکو سالامانکا           | توزیع کننده عمده مواد مخدر، اهل مکزیک                                    |
| جان دی لانسی          | دونالد مارگولیس          | پدر جین، کارمند مراقبت پرواز                                             |
| تس هارپر              | خانم پینکمن              | مادر جسی پینکمن                                                          |
| مایکل بافشیور         | آقای پینکمن              | پدر جسی پینکمن                                                           |

## قسمت‌ها
| فصل  | قسمت‌ها | قسمت‌ها | تاریخ اصلی روی آنتن رفتن | تاریخ اصلی روی آنتن رفتن | تاریخ اصلی روی آنتن رفتن |
| فصل  | قسمت‌ها | قسمت‌ها | اولین بار                | آخرین بار                | شبکه                     |
| ---- | ------ | ------ | ------------------------ | ------------------------ | ------------------------ |
| ۱    | ۷      | ۷      | ۲۰ ژانویه ۲۰۰۸           | ۹ مارس ۲۰۰۸              | ای‌ام‌سی                   |
| ۲    | ۱۳     | ۱۳     | ۸ مارس ۲۰۰۹              | ۳۱ مه ۲۰۰۹               | ای‌ام‌سی                   |
| ۳    | ۱۳     | ۱۳     | ۲۱ مارس ۲۰۱۰             | ۱۳ ژوئن ۲۰۱۰             | ای‌ام‌سی                   |
| ۴    | ۱۳     | ۱۳     | ۱۷ ژوئیه ۲۰۱۱            | ۹ اکتبر ۲۰۱۱             | ای‌ام‌سی                   |
| ۵    | ۱۶     | ۸      | ۱۵ ژوئیه ۲۰۱۲            | ۲ سپتامبر ۲۰۱۲           | ای‌ام‌سی                   |
| ۵    | ۱۶     | ۸      | ۱۱ اوت ۲۰۱۳              | ۲۹ سپتامبر ۲۰۱۳          | ای‌ام‌سی                   |
| فیلم | فیلم   | فیلم   | ۱۱ اکتبر ۲۰۱۹            | ۱۱ اکتبر ۲۰۱۹            | نتفلیکس                  |

## بازخورد
| فصل | راتن تومیتوز                  | متاکریتیک   |
| --- | ----------------------------- | ----------- |
| 1   | ۸۶٪ (امتیاز ۸٫۳/۱۰) (۴۲ نقد)  | ۷۳ (۲۷ نقد) |
| 2   | ۹۷٪ (امتیاز ۹٫۲/۱۰) (۳۵ نقد)  | ۸۴ (۱۹ نقد) |
| 3   | ۱۰۰٪ (امتیاز ۹٫۱/۱۰) (۳۵ نقد) | ۸۹ (۱۵ نقد) |
| 4   | ۱۰۰٪ (امتیاز ۹٫۶/۱۰) (۳۵ نقد) | ۹۶ (۱۵ نقد) |
| 5   | ۹۷٪ (امتیاز ۹٫۵/۱۰) (۹۸ نقد)  | ۹۹ (۲۲ نقد) |

بریکینگ بد با تحسین همگانی منتقدان مواجه شد و از سوی بسیاری از منتقدان به‌عنوان بزرگ‌ترین مجموعهٔ تلویزیونی تمام ادوار ستایش شده است. انستیتوی فیلم آمریکا این مجموعه را به‌عنوان یکی از ده مجموعهٔ برتر ۲۰۰۸، ۲۰۱۰، ۲۰۱۱، ۲۰۱۲، و ۲۰۱۳ انتخاب کرد. تی‌وی گاید آن را نهمین مجموعهٔ تلویزیونی برتر تاریخ معرفی کرد. در زمان پایان، این مجموعه یکی از پربیننده‌ترین برنامه‌های کابلی تلویزیون آمریکا بود و تعداد مخاطبان از فصل چهارم به فصل پنجم دو برابر شد.

## اسپین‌آف و اقتباس‌ها

### متاستاز
متاستاز یک مجموعه تلویزیونی کلمبیایی است که نسخه بازسازی شده سریال بریکینگ بد می‌باشد. در این سریال حوادث اصلی بریکینگ بد از ایالات متحده آمریکا به کلمبیا انتقال یافته است. این مجموعه در ۵ فصل تهیه شده و دارای استثنائات و تکه‌های اضافه شده کمی نسبت به نسخه اصلی می‌باشد. این مجموعه در سایت آی‌ام‌دی‌بی امتیاز ۲٫۲ از ۱۰ را کسب کرده است.

### بهتره با ساول تماس بگیری
بهتره با ساول تماس بگیری (به انگلیسی: Better call Saul) یک مجموعه تلویزیونی ساخته شبکه ای‌ام‌سی آمریکا است که در رابطه با مجموعهٔ قبلی همین شبکه، بریکینگ بد است و پخش آن از ۸ فوریه ۲۰۱۵ در شبکه ای‌ام‌سی آغاز شد. این مجموعه تلویزیونی توسط وینس گیلیگان و پیتر گولد خلق شده است.

### Talking Bad
یک برنامه تلویزیونی پس از پخش بریکینگ بد می‌باشد که توسط کریس هاردویک در ۸ قسمت تولید گردید. در این برنامه دربارهٔ قسمت‌های سریال بریکینگ بد بحث صورت می‌گرفت. مهمانان این برنامه بازیگران، عوامل تولید فیلم و طرفداران مشهور این سریال بودند.

### بریکینگ بد: عناصر جنایی
بریکینگ بد: عناصر جنایی (به انگلیسی: Breaking Bad: Criminal Elements) یک بازی جنایی بر پایه مجموعه تلویزیونی بریکینگ بد است. این بازی در سال ۲۰۱۹ برای پلتفرم‌های آی او اس و اندروید منتشر شد

### The Broken and the Bad
یک مجموعه مستند کوتاه است که با الهام از به یادماندنی‌ترین شخصیت‌ها و موقعیت‌های بریکینگ بد و بهتره با ساول تماس بگیری ساخته شده است. میزبانی این برنامه برعهده جیانکارلو اسپوزیتو (بازیگر نقش گوستاوو فرینگ) می‌باشد. این مجموعه در ۶ قسمت و در سال ۲۰۲۰ بر روی پلتفرم دیجیتال شبکه amc قرار گرفت.